# مریسا مایر (نویسنده)
مریسا مایر (انگلیسی: Marissa Meyer؛ زادۀ ۱۹ فوریه ۱۹۸۴) رمان‌نویس آمریکایی است. بخش بزرگی از کتاب‌شناسی او بر بازگویی افسانه‌ها متمرکز است. او بیشتر برای سری کتاب خود به نام سلسله‌ی لونار شناخته می‌شود که شامل اولین رمان سال ۲۰۱۲ او به نام سیندر است.